# Saint-Aubin-Routot
Saint-Aubin-Routot és un municipi francès situat al departament del Sena Marítim i a la regió de Normandia. L'any 2007 tenia 1.264 habitants.

## Demografia

### Població
El 2007 la població de fet de Saint-Aubin-Routot era de 1.264 persones. Hi havia 424 famílies de les quals 48 eren unipersonals (24 homes vivint sols i 24 dones vivint soles), 144 parelles sense fills, 208 parelles amb fills i 24 famílies monoparentals amb fills.
La població ha evolucionat segons el següent gràfic:
Habitants censats

### Habitatges
El 2007 hi havia 448 habitatges, 439 eren l'habitatge principal de la família, 4 eren segones residències i 5 estaven desocupats. 441 eren cases i 4 eren apartaments. Dels 439 habitatges principals, 401 estaven ocupats pels seus propietaris, 34 estaven llogats i ocupats pels llogaters i 4 estaven cedits a títol gratuït; 7 tenien una cambra, 7 en tenien dues, 38 en tenien tres, 115 en tenien quatre i 272 en tenien cinc o més. 384 habitatges disposaven pel capbaix d'una plaça de pàrquing. A 160 habitatges hi havia un automòbil i a 259 n'hi havia dos o més.

### Piràmide de població
La piràmide de població per edats i sexe el 2009 era:
| Homes | Edats   | Dones |
| ----- | ------- | ----- |
| 0     | 95 o +  | 0     |
| 0     | 90 a 94 | 0     |
| 4     | 85 a 89 | 12    |
| 0     | 80 a 84 | 0     |
| 16    | 75 a 79 | 4     |
| 24    | 70 a 74 | 20    |
| 28    | 65 a 69 | 32    |
| 16    | 60 a 64 | 20    |
| 24    | 55 a 59 | 28    |
| 44    | 50 a 54 | 40    |
| 44    | 45 a 49 | 20    |
| 52    | 40 a 44 | 56    |
| 52    | 35 a 39 | 56    |
| 48    | 30 a 34 | 48    |
| 36    | 25 a 29 | 32    |
| 32    | 20 a 24 | 16    |
| 56    | 15 a 19 | 24    |
| 44    | 10 a 14 | 72    |
| 52    | 5 a 9   | 44    |
| 36    | 0 a 4   | 28    |

## Economia
El 2007 la població en edat de treballar era de 829 persones, 592 eren actives i 237 eren inactives. De les 592 persones actives 560 estaven ocupades (315 homes i 245 dones) i 33 estaven aturades (13 homes i 20 dones). De les 237 persones inactives 79 estaven jubilades, 80 estaven estudiant i 78 estaven classificades com a «altres inactius».

### Ingressos
El 2009 a Saint-Aubin-Routot hi havia 443 unitats fiscals que integraven 1.239 persones, la mediana anual d'ingressos fiscals per persona era de 22.207 €.

### Activitats econòmiques
Dels 17 establiments que hi havia el 2007, 1 era d'una empresa alimentària, 6 d'empreses de construcció, 3 d'empreses de comerç i reparació d'automòbils, 2 d'empreses de transport, 1 d'una empresa d'hostatgeria i restauració, 3 d'empreses de serveis i 1 d'una empresa classificada com a «altres activitats de serveis».
Dels 4 establiments de servei als particulars que hi havia el 2009, 1 era un paleta, 1 guixaire pintor, 1 fusteria i 1 empresa de construcció.
L'únic establiment comercial que hi havia el 2009 era una fleca.
L'any 2000 a Saint-Aubin-Routot hi havia 11 explotacions agrícoles que ocupaven un total de 342 hectàrees.

## Equipaments sanitaris i escolars
El 2009 hi havia una escola elemental.

## Poblacions més properes
El següent diagrama mostra les poblacions més properes.